# Ellen Handler Spitz

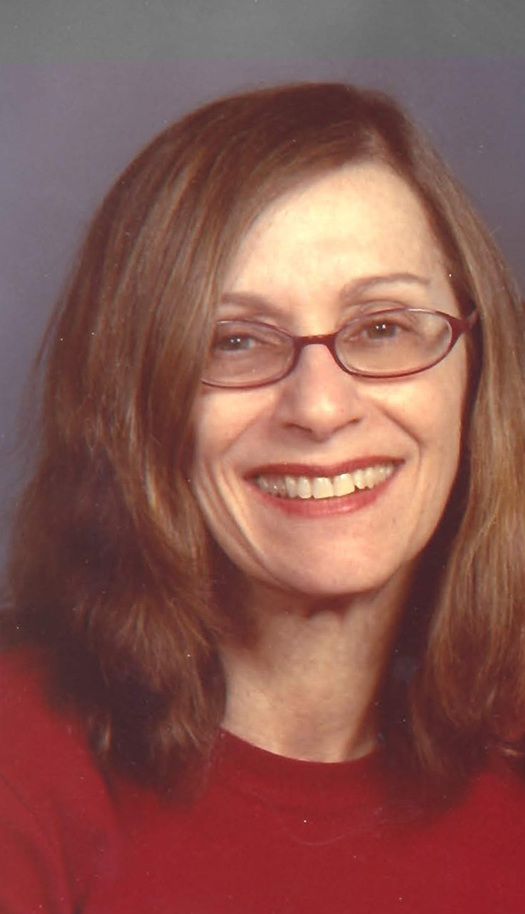
Ellen Handler Spitz (2010)

Ellen Handler Spitz (* 1939) ist eine amerikanische Kunsthistorikerin mit dem interdisziplinären Schwerpunkt Bildende Kunst und Psychologie. Spitz ist seit 2001 Professorin für Visual Arts an der University of Maryland, Baltimore County (UMBC).

## Leben
Ellen Handler Spitz studierte Kunstgeschichte am Frauencollege Barnard, das sie mit dem B.A. verließ. An der Harvard University setzte sie ihr Studium bis zum Master of Arts in Teaching: Fine Arts fort (ungefähr: Kunst im Lehramt). An der Columbia University promovierte Spitz 1983. Ihre Dissertation hatte den Titel Art and Psyche. Sie war unter anderem Fellow mit einem einjährigen Arbeitsaufenthalt am Getty Center, am Radcliffe Institute der Harvard University, dem Center for Advanced Study in the Behavioral Sciences der Stanford University und dem Center for Children and Childhood Studies der Rutgers University. Seit 2001 ist sie Professorin für Visual Arts an der University of Maryland, Baltimore County. Neben ihren Monographien zur Psychoanalyse in der Kunst und zu Kunst für Kinder verfasst sie regelmäßig Beiträge zu Fachzeitschriften wie dem Journal of Aesthetic Education und American Imago. Im New York Times Book Review und im Chronicle of Higher Education rezensiert sie regelmäßig Neuerscheinungen der Kinder- und Jugendliteratur. Sie lebt in Baltimore.

## Werke (Auswahl)
- Art and Psyche. A Study in Psychoanalysis and Aesthetics. Yale University Press, New Haven / London 1985, ISBN 0-300-03372-9 (eingeschränkte Vorschau in der Google-Buchsuche).
- Image and Insight. Essays in Psychoanalysis and the Arts. Columbia University Press, New York 1991, ISBN 0-231-07296-1 (eingeschränkte Vorschau – Internet Archive).
- Museums of the Mind. Magritte's Labyrinth and Other Essays in the Arts. Yale University Press, New Haven 1994, ISBN 0-300-06029-7.
- Inside Picture Books. Yale University Press, New Haven 1999, ISBN 0-300-07602-9 (eingeschränkte Vorschau in der Google-Buchsuche).
- The Brightening Glance. Imagination and Childhood. Pantheon Books, New York 2006, ISBN 0-375-42058-4  (eingeschränkte Vorschau auf die Ausgabe 2007 in der Google-Buchsuche).